# Madame Restell

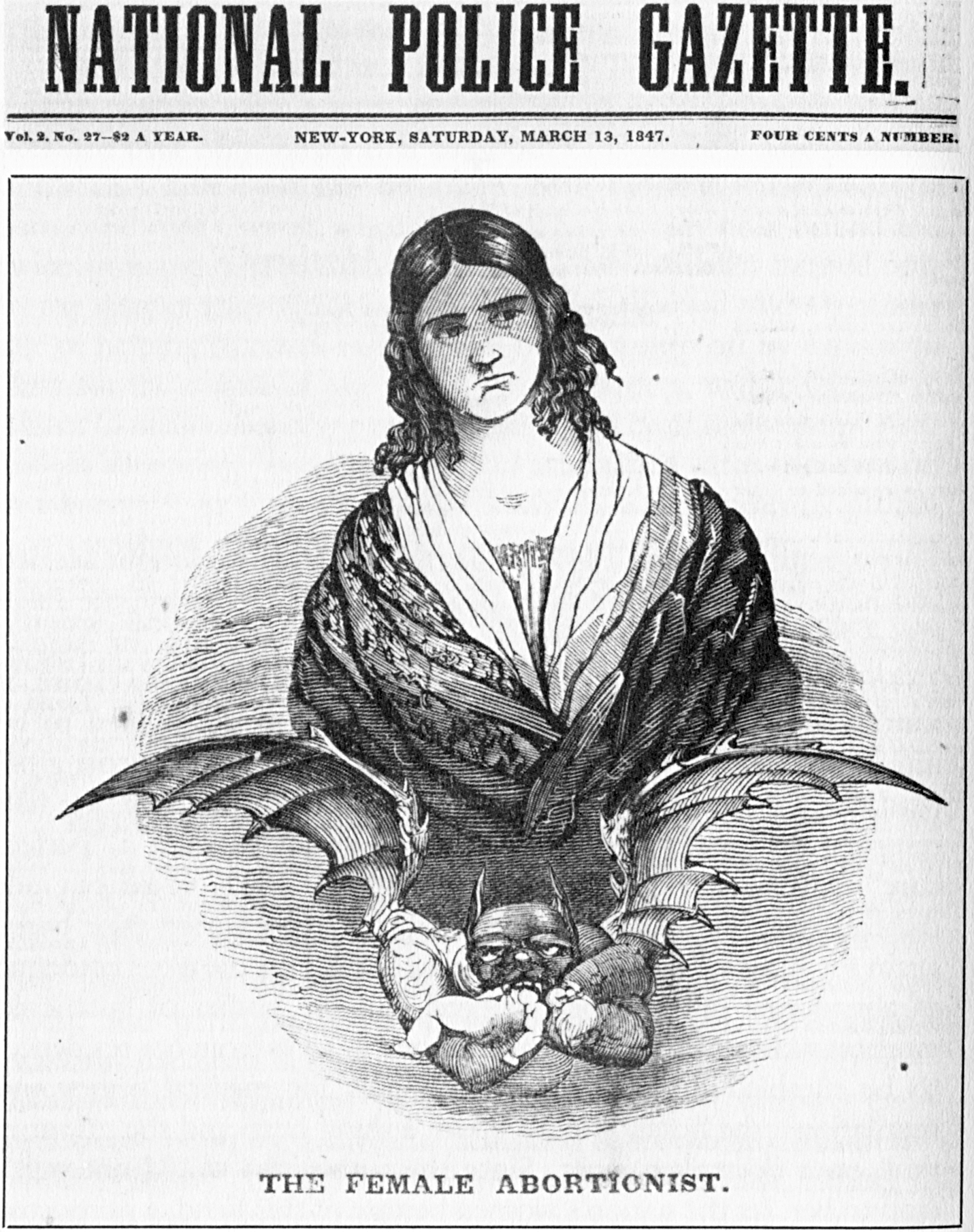
Karikatyr av "Madame Restell" i The National Police Gazette 13 mars 1847.

Ann Trow, känd som Madame Restell, född 6 maj 1812 i Painswick i Gloucestershire i England, död 1 april 1878, var en berömd amerikansk abortör. Hon praktiserade i New York från 1830-talet till sin död 1878 och var föremål för flera uppmärksammade rättsfall. Restell sålde preventivmedel och utförde aborter åt privata kunder och annonserade även i pressen under en tid när abort och preventivmedel befann sig i en laglig gråzon (det förbjöds uttryckligen 1845). Hon förekom ofta i pressen och "Restellism" blev en samtida amerikansk benämning på abort. Hon begick självmord strax innan hon skulle ställas inför rätta och var då förmögen. Hon förekommer inom fiktion och är en berömd historisk figur.